# Wel Langkom
Wel Langkom is een bestuurslaag in het regentschap Simeulue van de provincie Atjeh, Indonesië. Wel Langkom telt 318 inwoners (volkstelling 2010).